# الانتخابات العامة البرازيلية 2018
الانتخابات العامة 2018 في جمهورية البرازيل الإتحادية، الجولة الأولى يوم الأحد 7 أكتوبر 2018. والجولة الثانية يوم الأحد 28 أكتوبر 2018. لانتخاب الرئيس، ونائب الرئيس، وكذلك المؤتمر الوطني، وحكام الولايات، ونواب الحكام، والمجالس التشريعية للولايات. أجريت الانتخابات الأولية في 7 أكتوبر 2018 ليصعد كل من جايير بولسونارو وفرناندو حداد إلى الانتخابات النهائية في 28 أكتوبر 2018، في 29 أكتوبر 2018 أعلن عن فوز جايير بولسونارو بـ55% من الأصوات ليكون الرئيس التالي للبرازيل.